# Lama (geslacht)
Lama is een geslacht van kameelachtigen (Camelidae) de enige familie binnen de onderorde eeltpotigen (Tylopoda) van de orde evenhoevigen (Artiodactyla). Het geslacht is gerelateerd aan Vicugna waartoe de wilde vicuña en de gedomesticeerde alpaca behoren.

## Soorten
Het geslacht bestaat uit twee soorten: 
- Lama glama – Lama
- Lama guanicoe – Guanaco